# Operation Petticoat
Operation Petticoat is een Amerikaanse film uit 1959 van Blake Edwards met in de hoofdrollen Cary Grant en Tony Curtis.
Hoewel het verhaal van een met roze verf beschilderde onderzeeër en een aantal onverwachte vrouwelijke gasten pure fictie is, baseerden de scenaristen zich wel degelijk op een aantal ware gebeurtenissen uit de Tweede Wereldoorlog. De scenaristen kregen een Oscarnominatie voor hun scenario.
De film was een hit in de bioscopen en bracht bijna 7 miljoen dollar in de VS alleen op. In 1977 werd een gelijknamige televisieserie gemaakt. Een van de hoofdrollen in de televisieserie werd vertolkt door Jamie Lee Curtis, de dochter van Tony Curtis.

## Verhaal
Op 10 december 1941 ligt de Amerikaanse onderzeeër Sea Tiger in het marinedok op de Filipijnen. Drie dagen daarvoor heeft Japan Pearl Harbor aangevallen en is de VS betrokken geraakt bij de Tweede Wereldoorlog. Het dok wordt aangevallen door Japanse vliegtuigen en de Sea Tiger wordt geraakt. Onder leiding van commandant Sherman begint de bemanning met de reparaties. Iedereen wil graag zo snel mogelijk de Filipijnen verlaten voordat de Japanners komen. Sherman krijgt tot overmaat van de ramp ook luitenant Nick Holden toegewezen. Holden wil graag geld verdienen aan de oorlog en lijkt meer op een oplichter dan een officier. Hij blijkt echter grote kwaliteiten te hebben in het organiseren van materialen, levensmiddelen en wapens. Zaken waar Sherman maanden voor nodig heeft (bijvoorbeeld een aanvraag voor toiletpapier) heeft Holden in een oogwenk voor elkaar. Tot grote opluchting van de bemanning kan de provisorisch opgelapte Sea Tiger verder varen naar Marinduque. Hier neemt Sherman vijf verpleegsters aan boord die moeten worden geëvacueerd. De meisjes veroorzaken de nodige problemen in de toch al met ruimtegebrek kampende onderzeeër. De onhandige verpleegster Dolores Crandall krijgt het zelfs voor elkaar een Amerikaanse truck op het strand op te blazen met een torpedo. Ondertussen moet de Sea Tiger verder worden opgeknapt. Holden krijgt opdracht verf te organiseren. Helaas kan hij alleen kleine voorraden witte en rode verf bijeen rapen. Geen van beide verfsoorten is genoeg voor de hele boot. De bemanning mixt ten einde raad de voorraad en de Sea Tiger wordt geheel roze. Het plan is om vervolgens de grijze dekkleur aan te brengen. Dit plan mislukt echter als de Japanse vliegtuigen andermaal de onderzeeër onder vuur nemen. Als de Sea Tiger haastig onder water duikt, merkt Sherman tot zijn grote schrik op dat Holden een aantal van zijn Filipijnse helpers heeft meegenomen, inclusief hun kinderen, zwangere vrouwen en een geit. Tot overmaat van de ramp denkt de Amerikaanse marine dat de roze onderzeeër een Japanse trucje is en geeft opdracht de Sea Tiger in de grond te boren. Als een Amerikaanse torpedobootjager dieptebommen afvuurt laat Sherman het ondergoed van de zusters via een torpedobuis omhoog schieten. De commandant van het Amerikaanse schip is hierdoor zo overdonderd dat hij bevel geeft het vuur te staken.
Achttien jaar later is Sherman getrouwd met Dolores Crandall en Holden met een van de andere zusters, Barbara Duran. Sherman is inmiddels schout-bij-nacht en Holden kapitein van de Sea Tiger. Ze komen bij elkaar om afscheid te nemen van de voormalige roze onderzeeër die op weg is naar de sloop.

## Rolverdeling

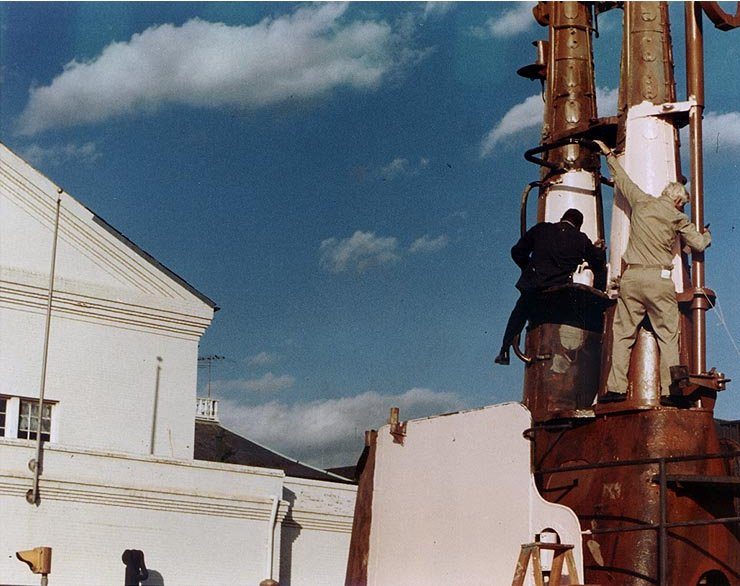
De USS Baloas (stand-in voor de Sea Tiger) wordt roze geschilderd

| Acteur          | Personage        |
| --------------- | ---------------- |
| Cary Grant      | Matthew Sherman  |
| Tony Curtis     | Nick Holden      |
| Joan O'Brien    | Dolores Crandall |
| Dina Merrill    | Barbara Duran    |
| Gene Evans      | Molumphry        |
| Richard Sargent | Stovall          |
| Virginia Gregg  | Edna Haywood     |
| Gavin MacLeod   | Hunkle           |
| Marion Ross     | Lt. Colfax       |

## Achtergrond

### Scenario
Volgens een beroemd spreekwoord heeft succes vele vaders en Operation Petticoat is daarop geen uitzondering. Hoewel de film is gemaakt volgens een origineel scenario (de vier scenaristen kregen een daar een Oscarnominatie voor), kwam het originele idee van Tony Curtis. Curtis had in 1943 in de bioscoop "Destination Tokyo" gezien, een oorlogsfilm met Cary Grant als kapitein van een duikboot. Curtis meldde zich gelijk aan bij de marine en speciaal de dienst onderzeeërs. Nadat Curtis een bekende filmster werd bleef het beeld van Grant die door een periscoop tuurde hem bij. Hij suggereerde aan de producenten dat hij graag een film wilde maken over onderzeeërs. Dit idee leidde tot een kort verhaal van Paul King en Joseph Stone, waarvan Universal in 1957 de rechten kocht. Vervolgens gingen King en Stone samen met Stanley J. Shapiro en Maurice Richlin werken aan het scenario.. En om alle "vaders" te noemen, volgens de TCM-website kreeg Universal in 1966 een rechtszaak aan de broek van Bernard Newman. Newman eiste een schadevergoeding van 2.1 miljoen dollar omdat het scenario zou zijn gebaseerd op zijn ongeproduceerde toneelstuk "A Boat for Baby". TCM kon niet achterhalen wat de uitslag was van de rechtszaak. De oorspronkelijke scenaristen baseerden zich overigens gedeeltelijk op ware gebeurtenissen. Zo is in werkelijkheid een onderzeeër, de USS Sealion, tot zinken gebracht in het marine dok van de Cavite Navy Yard op de Filipijnen. Maar ook minder zware onderwerpen zoals het gebrek aan toiletpapier komen uit de werkelijkheid. De brief die Sherman hierover schrijft is gebaseerd op een echte brief van commandant James Wiggin Coe van de duikboot USS Skipjack. Ook het beschilderen van een onderzeeër met een opvallende kleur is niet verzonnen. Er was een groot tekort aan verf en de onderzeeër USS Seadragon kreeg een helrode verflaag nadat de oorspronkelijke zwarte verf was beschadigd na een luchtaanval. Net als in de film dreef Tokyo Rose de spot met deze 'Rode piraat'. Maar de Seadragon was ondanks haar opvallende kleur uiterst succesvol en torpedeerde drie Japanse schepen. Ook de zwangere vrouwen die een kind kregen aan boord van de onderzeeër kwam uit de realiteit. Twee vrouwen uit Tiop kregen een kind aan boord van de USS Geta. Onderzeeër USS Bowfin ten slotte heeft de twijfelachtige eer een bus aan land te hebben vernield met een torpedo.

### Acteurs
Bob Hope werd gevraagd voor de rol van Sherman maar weigerde. Later zou hij deze beslissing betreuren. Vervolgens werd Jeff Chandler voor deze rol geselecteerd. Maar voordat Operation Petticoat in productie ging, werd Chandler uitgeleend aan Paramount voor de film The Jayhawkers. De studio besloot vervolgens Robert Taylor commandant van de roze duikboot te maken. Ook Taylor bedankte voor de eer, waarna Cary Grant de rol kreeg. De onhandige verpleegster Dolores Crandall zou eerst worden gespeeld door actrice Tina Louise, maar zij weigerde de rol, voornamelijk vanwege de dubbelzinnige opmerkingen in het scenario over haar borsten. Joan O'Brien was minder gevoelig op dit punt en nam de rol wel aan.

### Productie
De Amerikaanse marine gaf de film uitgebreide steun. Zo mocht de filmploeg opnamen maken op de marinebasis Key West in Florida. Deze locatie werd gebruikt voor de scènes die plaatsvonden in de Filipijnen. Ook werd gefilmd op de marinebasis San Diego in Californië. De marine gaf ook toestemming om de echte bemanning van de duikboten te gebruiken als figuranten in de film. Voor de USS Sea Tiger werden drie onderzeeërs gebruikt, de USS Queenfish (in de begin en eindscènes), de USS Archerfish (in alle scènes waar de Sea Tiger zwart of grijs is) en de USS Balao (in alle scènes waar de Sea Tiger roze is geverfd).
De meeste scènes in de onderzeeër werd gemaakt op Stage 19 van de Universal Studios in Californië. Regisseur Blake Edwards gaf bij de bouw van de interieurs opdracht om alles nog nauwer te maken dan in werkelijkheid. Hierdoor wordt het effect versterkt van de mannen en vrouwen die pal op elkaar zitten in een te kleine ruimte. De opnames vonden plaats tussen januari en april 1959. De film was een coproductie tussen Universal en Granart Company, de onafhankelijke productiemaatschappij van Robert Arthur en Cary Grant.